# 見取り図 (お笑いコンビ)
見取り図（みとりず）は、吉本興業（東京本部）所属のお笑いコンビ。2007年5月結成。NSC大阪校29期生。M-1グランプリ2020第3位。

## メンバー
盛山晋太郎（もりやま しんたろう、1986年〈昭和61年〉1月9日 - ）（39歳）
ツッコミ担当、立ち位置は向かって左。
- 大阪府堺市出身、大阪法律専門学校卒業。
- 身長180 cm、体重84.6kg。血液型O型。一人っ子。喫煙者である。
- 現在のコンビ結成以前は、石井ブレンド（元・コマンダンテ）とコンビ「ギター」および「西洋機構」として活動していた。
- 2025年1月9日、一般女性と結婚したことを『スタンド・バイ・見取り図』（TBSラジオ）で発表した。

リリー（1984年〈昭和59年〉6月2日 - ）（41歳）
ボケ担当、立ち位置は向かって右。
- 岡山県和気郡和気町出身、大阪市西成区岸里在住。岡山県立岡山工業高等学校卒業。大分県立芸術文化短期大学卒業。本名は清水 将企（しみず まさき）。
- 身長177 cm、体重64 kg。血液型O型。兄と妹がいる。独身。
- 芸名は、NSC在学中に同期から「風貌がリリー・フランキーに似ている」という理由でリリーと呼ばれ始め、そのまま芸名となった。
- 髪の毛はアフロから黒のロン毛に変え金髪にしたが、その後黒髪に戻しており、2024年4月3日放送の『ラヴィット!』（TBSテレビ）にて金髪に染めた姿をお披露目する予定だったが、放送中に台湾の地震に伴う緊急地震速報が発報したため当日はテレビでの放映がなされず、『見取り図ディスカバリーチャンネル』（YouTube）で金髪姿が解禁された。その後、同年4月10日放送で改めてイメチェン姿を披露した。以後は金髪に固定している。

## 来歴
- 同期のガスマスクガール（解散）と共に29期生で初のワラbメンバーとなった。後にガスマスクガールと共作で「お初」というDVDを発売している[12][13]。
- 単独ライブ『ろくでなしミトリズ』では、イベントポスターを漫画家の森田まさのりがデザインした[14]。
- 2023年5月にニューヨークとのユニットライブ『トゥクトゥクピアス』で海外進出を果たす[注 1][15]。

## エピソード

### コンビ
- コンビ結成のきっかけは、盛山がリリーを六甲へドライブに誘ったこと[16]。
- お互いの誕生日にプレゼントを送るなどコンビ仲が良いエピソードが多数ある[要出典]。
- 宣材写真は長らく変更していなかったが、『ジョンソン』（TBSテレビ）で自身考案の企画「見取り図の宣材写真を撮りたい」を行った際に、広田成太によって撮影された宣材写真に変更した。自然な笑顔を引き出すために、お互い股間を揉み合って撮影している。

### 盛山
- 幼少期から目立ちたがりな性格で、よく漫才や新喜劇などを文化祭で披露していた。高校時代は音楽ライブへ出たいがため文化祭1か月前に軽音楽部へと入部、文化祭終了後は退部するという流れを3年間繰り返していた[17]。
- 「芸人になりたい」と思っていたが、両親からは「公務員になれ」と言われたためやむなく警察官や消防士を目指そうと法律専門学校へ2年間通っていた[16]。
- 特技は「マシュマロキャッチ」。
- ラップが趣味。2018年には「ショーバン」という楽曲を配信リリースしているほか、NSCではラップの講師を務めている[18][19]。なおラッパーのR指定とは容姿が似ているだけでなく出身地が同じという共通点も持つ。
- 同期の小林圭輔（金属バット）とは幼稚園が同じであり、その相方の友保隼平とは小・中学校の同級生[20]。先輩である河井ゆずる（アインシュタイン）とも親交が深く、自らを河井の鉄砲玉と名乗っている[21]。また、せいや（霜降り明星）と同居していた[22]。
- 文芸雑誌『小説幻冬』（幻冬舎）にて、エッセイ「しばけるもんならしばきたい」の連載が2020年6月号からスタートした。
- ピン芸人である今井らいぱち（元ヒガシ逢ウサカ）の名付け親[23]。
- 東京進出後に伴って東京在住の一方、大阪で仕事する際のために大阪にも部屋がある[24]。
- 『ラヴィット!』（TBSテレビ）では、試食を賭けたサイコロやルーレットであからさまなイカサマをされたり、ランキング1位予想でのやりとりからレギュラー卒業する羽目になったり[25]（毎週ゲスト出演という形を経てレギュラー正式復帰）、改名を考えていると明かしたばかりにMCの川島明（麒麟）提案の（盛山が喫煙者であることから番組内限定で）「吸殻（シケモク）くん」という名前にさせられたり[26]したきっかけで、毎回出演する度に「モリリ」、「山盛りさん」、「ピザちゃん」など番組から勝手に命名されている。
- 2024年4月8日、1,000万円超のベンツを購入したことをYoutubeチャンネルで発表した[27]。

### リリー
- 高校時代はサッカー部に所属していた[16]。
- 絵が上手く、工業デザイン科のある高校に通っていた[28]。美術の教員免許を所持している[29]。
- 実際にアートが大好きなことで知られる[30]。またアートへの造詣をいかし、2019年より『リリー先生のアート展の見取り図』（Lmaga.jp）の連載を担当[31]。
- 大の木梨憲武（とんねるず）ファン。サッカーや絵は全て木梨に影響されて始め、お笑いの道に進んだのも木梨に憧れてのこと。コンビを組んだ当初、盛山からどんなネタがしたいか聞かれた時には「とんねるずみたいなネタがやりたい。俺が木梨さんで盛山が石橋さんで」と答えたほど。動画配信サービス『木梨の貝。』へ出演した際には東京の家を決めるため木梨と物件巡りを行い、最終的に木梨の決めた家へ住むことにした。部屋が決まった記念として木梨からは寸胴鍋など大量のプレゼントを貰った[32]。
- 上記の東京の家の所在地は麻布十番であると2021年10月の公式YouTubeで明かすと共に、今後も東京と大阪を行き来するため岸里の家は借りたままであると語った[33]。
- 東ブクロ（さらば青春の光）とほぼ同類であるため、今後女性関係のスキャンダルを起こしそうだと自認している[34]。
- 濱家隆一（かまいたち）と親交がある[35]。「濱リリ」というトークライブも不定期で行っている。

## 芸風
主にしゃべくり漫才だが、ストーリー性のあるコント漫才も時折演じる。ネタは2人で話し合いながら作り、台本には残しておらず二度とできないネタも多い。正統派な設定で互いの見た目をイジる古いタイプのお笑いで伏線回収の側面も見せる。「あたおか」など盛山独特の略語・造語がツッコミフレーズとして多用される。
その他に「南大阪在住のカスカップル」に扮したキャラクターを演じることがあり、『オールザッツ漫才』（毎日放送）ではこのネタで優勝を果たした。

## 賞レースでの戦績

### M-1グランプリ
| 年度（回）       | 結果         | No.  | 備考                                     |
| ---------------- | ------------ | ---- | ---------------------------------------- |
| 2006年（第6回）  | 1回戦敗退    | 410  |                                          |
| 2007年（第7回）  | 1回戦敗退    |      |                                          |
| 2008年（第8回）  | 1回戦敗退    |      |                                          |
| 2009年（第9回）  | 準決勝進出   | 1417 |                                          |
| 2010年（第10回） | 3回戦進出    |      |                                          |
| 2015年（第11回） | 準々決勝進出 | 714  |                                          |
| 2016年（第12回） | 準々決勝進出 | 711  |                                          |
| 2017年（第13回） | 準決勝進出   | 2400 | 予選18位、敗者復活戦14位                 |
| 2018年（第14回） | 決勝9位      | 2197 | 決勝キャッチフレーズ「声高ダークホース」 |
| 2019年（第15回） | 決勝5位      | 3659 | 決勝キャッチフレーズ「真逆の個性」       |
| 2020年（第16回） | 決勝3位      | 3474 | 決勝キャッチフレーズ「真逆の才能III」    |
| 2021年（第17回） | 準決勝進出   | 4000 | 敗者復活戦4位                            |
| 2022年（第18回） | 準々決勝進出 | 5346 | ラストイヤー                             |

### その他
2014年
- THE MANZAI 2014 - 認定漫才師

2017年
- 第2回 上方漫才協会大賞 - 文芸部門賞
- 第6回 ytv漫才新人賞 - 第4位
- キングオブコント - 準々決勝進出

2018年
- 漫才 コント 音ネタトーナメント ウケタモンガチ!8 - 優勝
- オールザッツ漫才 - ネタバトル優勝
- 第6回 歌ネタ王決定戦 - 準決勝進出

2019年
- 第4回 上方漫才協会大賞 - 大賞
- 第7回 歌ネタ王決定戦 - 準決勝進出

2022年
- 第1回 ツッコミキメ顔-1グランプリ - 優勝（盛山のみ）→ ツッコミ横綱審議委員会にて不合格

2024年
- 第59回 上方漫才大賞 奨励賞

2025年
- THE SECOND 〜漫才トーナメント〜 - ノックアウトステージ32→16進出

## 出演

### テレビ番組

#### レギュラー番組
現在の出演番組
- ラヴィット!（TBSテレビ、2021年3月31日 - ）- 水曜レギュラー[55][56]
- ノブナカなんなん? → 隣のブラボー様→1泊家族（テレビ朝日、2021年10月20日 - ）[57]
- 見取り図じゃん（テレビ朝日、2022年4月5日 - ） - 冠番組
- あれみた?（MBSテレビ、2023年4月24日 - ）
- 見取り図の間取り図ミステリー（読売テレビ、2025年7月10日 - ）- 冠番組・MC

過去の出演番組
- 麒麟の部屋（毎日放送）- コーナー出演者として不定期出演
- 炎上base（関西テレビ、2009年11月 - 2010年3月）
- もってる!? モテるくん（読売テレビ、2014年4月5日 - 12月27日）
- ミルンへカモン! なんしょん?（岡山放送、2017年10月 - 2019年9月）- リリーのみ、金曜日のイベント現地中継
- お笑いワイドショー マルコポロリ!（関西テレビ、2019年1月 - 2021年10月）- リポーター
- 名門!モウカリマッカー学園 〜西梅田校新聞部〜（テレビ大阪、2019年1月18日 - 2020年3月30日）- 準レギュラー
- メッセンジャーの○○は大丈夫なのか?（毎日放送、2019年2月14日 - 2020年3月26日）- 準レギュラー
- EVER GREEN（関西テレビ、2019年3月31日 - 2021年9月26日）
- ろくでなしミトリズ（大阪チャンネル・GAORA、2019年6月5日 - 2022年5月18日） - 冠番組
- うまンchu（関西テレビ、2019年10月 - 2021年10月3日）
- おすすめ!グルメ図鑑（ベイコムチャンネル）- 2020年3月
- カラフル〜笑いの力で77億再生〜（Amazonプライム・ビデオ、2020年9月11日 - 18日） - 笑いの精鋭[58]
- 夕方 NMB48→夕方NMB48+（Kawaiian TV、2018年4月5日 - 2021年3月4日） - 司会
- 1時50分からはスローでイージーなルーティーンで（関西テレビ、2021年3月29日 - 2023年9月29日）-2023年3月27日までは月曜MC→4月7日以降は 金曜MC
- シャバめの象さん（関西テレビ、2021年4月4日 - 9月26日）
- さらば×見取り図 お願い!ゲーム予備校（テレビ朝日、2021年10月5日 - 2022年3月21日） - 冠番組
- ちまたのジョーシキちゃん（関西テレビ、2021年11月5日 - 2024年3月29日）
- 見取り図×ニューヨークのなりたいテレビ（日本テレビ、2022年2月26日 - 3月12日） - 冠番組[59][注 2]
- 笑いの学校（日本テレビ、2022年3月19日 - 4月1日）
- ぐるぐるナインティナイン（日本テレビ） - 盛山のみ：「グルメチキンレース・ゴチになります!」レギュラー
  - パート24（2023年1月19日 - 12月28日）[61][62]
  - パート25（2024年1月 - 12月31日）[62]
- 遊び追求!イッコタス（ABCテレビ、2023年7月29日 - 9月2日）[63]
- ジョンソン（TBSテレビ、2023年10月23日 - 2024年9月30日 ）[64]
- 見取り図の寄り道タクシー（ABCテレビ、2023年10月28日 - 12月2日）[65]
- INITIME MUSIC（日本テレビ、2024年11月 - 2025年3月）- 盛山のみゲストMCとして不定期出演

#### 特番
＊MCもしくはメインキャスト
現在
- 見取り図の第◯回マラソンあるある-1グランプリ（関西テレビ、2022年 - ）- 冠番組・盛山∶MC、リリー∶審査員
- 休ミトリズ（岡山放送、2022年12月18日 - ）- 冠番組
- オールザッツ漫才（MBSテレビ、2023年 - ）- MC

過去
- M-1グランプリ（テレビ朝日系列）
  - M-1グランプリ2017 敗者復活戦（2017年12月3日）
  - M-1グランプリ2018（2018年12月2日） - ファイナリスト
  - M-1グランプリ2019（2019年12月22日） - ファイナリスト
  - M-1グランプリ2020（2020年12月20日） - ファイナリスト
- 運ロワイアル 〜芸人100人容赦なき運バトル〜（読売テレビ、2018年2月26日）- MC
- 〜平成最後の“大賞芸人”見取り図が挑戦〜 平成遺産ビンゴ（読売テレビ、2019年2月4日） - 冠番組[66]
- 〜世代超越バラエティ〜やすとものアレコレソーレ（読売テレビ、2019年3月31日）
- 大人のアートバラエティ 秋の京都 de いとおかし（読売テレビ、2019年11月18日）- MC
- 見取り図のマンゲキ動画エキスポ 〜JD腹筋崩壊で脱出ぜよ〜（朝日放送テレビ、2020年3月14日）- 冠番組・MC
- ＃映えしか勝たん（朝日放送テレビ、2020年8月11日）- MC
- 見取り図@（毎日放送、2020年11月12日・2021年11月18日） - 冠番組
- 俺たちのストリートファイト（読売テレビ、2018年11月13日・2020年3月24日・12月19日・2021年6月26日）- MC[67]
- 見取り図のミトリートビュー（読売テレビ、2021年3月23日） - 冠番組[68]
- 見取り図のソクウケナイト（朝日放送テレビ、2021年8月19日） - 冠番組[69]
- 笑い飯&見取り図のおもしろ大喜利み〜っけた!（関西テレビ、2021年9月28日） - 冠番組
- ミライノ見取り図（読売テレビ、2021年11月2日）- 冠番組・MC
- サンバリュ（日本テレビ）
  - GYOKAIファイトクラブ（2021年11月21日）- MC
  - ご当地丼カーJAPAN（2022年8月21日）- 盛山のみ
  - あらゆるモノを計測バラエティ! アレコレはかり隊（2023年2月5日）- MC[70]
  - ハイツ東五反田201（2023年12月10日）- 盛山のみMC[71]
- 見取り図のやらかし発見!失敗ミストリガー（MBSテレビ、2022年1月3日・6月24日） - 冠番組
- シンニュウ!見取り図（テレビ東京、2022年1月7日・1月14日・1月21日・2023年1月25日） - 冠番組[72][73]
- “現役さん”100人に聞きました（テレビ東京、2022年3月5日）- MC[74]
- アインシュタイン&見取り図の旅はゴクせまQ（読売テレビ、2022年3月5日） - 冠番組[75]
- OSAKAラフウォーズ（テレビ大阪、2022年3月20日・2023年3月19日）- 軍団長[76][77]
- なにわんFES（NHK総合（関西ローカル）、2022年3月23日・2023年3月5日・3月12日・2024年3月8日）- MC[78]
- 発見!張り込みグルメ（朝日放送、2022年5月15日）- MC
- 月バラナイト（TBS）
  - 芸人本能発見バラエティー 蕎麦屋のカツ丼TV（2022年5月16日・5月23日）- MC
- 見取り図の結局タレですやん（TVQ九州放送、2022年7月2日）- 冠番組・MC
- 芸能界xの私生活 密撮24時（テレビ朝日、2022年9月17日）- MC
- ダイアン見取り図のフルフォト〜親の若い頃子知らず〜（ABCテレビ、2023年3月12日） - 冠番組[79]
- ドタバタ!?癒し!?見取り図の弾丸温泉ツアー（あいテレビ他・中四国6局ネット、2023年6月4日） - 冠番組[80]
- 極城の見取り図 〜天下取る前に築城しちゃうぞ!〜（山陽放送・TBS系列全国28局ネット、2023年6月11日） - 冠番組[81]
- 見取り図の九州えぐイイチェーン店!〜コレ見たら絶対九州行きたくなりますやん〜（TVQ九州放送・テレビ東京系列、2023年6月24日） - 冠番組・MC[82]
  - 見取り図のニッポン!えぐイイ!チェーン店（TVQ九州放送・テレビ東京系列、2024年6月22日）- 冠番組・MC[83]
- ギョーカイミドリズ7（テレビ朝日、2023年7月8日）- 冠番組・MC[84]
- 百万長者 地方のバズを発見しちゃった件（FBS福岡放送・日本テレビ系、2023年9月3日）- MC[85]
- あなたはどっち派? 正反対さんの真逆旅（ABCテレビ、2023年10月8日）- 旅の見届け人（MC）[86]
- 目的地不明!? 見取り図の長崎ミステリーツアー（長崎放送、2024年2月17日・2025年2月15日）[87][88]
- “ろせつ”の見取り図（RKB毎日放送、2024年2月24日）[89]
- すっきゃねん大阪ネタバトル2024（テレビ大阪、2024年3月23日）- MC[90]
- THEバディ 〜最強の2人を決めるクイズショー〜（日本テレビ、2024年5月17日・5月24日）- 盛山のみバディMC[91]
- 見取り図のイケ麺ジャー（山陽放送・TBS系列全国28局ネット、2024年6月9日）[92]
- バチェワラー（関西テレビ、2024年9月8日）- MC[93]
- 深夜の4次元生中継 見取り図のワッツゴナハプンTV（朝日放送テレビ、2024年10月17日）- MC[94]
- 見取り図&山之内すずが行く!韓国・朝から晩まで早歩きツアー（関西テレビ、2024年11月16日）[95]
- 笑渦WARAUZU2024（関西テレビ、2024年12月29日）- MC[96]
- 日曜ビッグバラエティ（テレビ東京）
  - 豪華客船・巨大造船「港とお仕事」ウラ技スゴ技全部見せてください（2025年1月19日）- MC[97]
- いざ世界!サムライ見聞録（TBS、2025年1月25日）- MC[98]
- 見取り図の自撮り図（テレビ愛知、2025年2月15日）[99]
- お笑い戦略バトル WARAKASSEN（関西テレビ、2025年2月16日）- 盛山のみ盛山軍の大将として出演[100]
- 見取り図のゲリラアート大作戦 〜KANSAIにアートの波がやってきた〜（読売テレビ、2025年3月1日）[101]
- ミルクボーイ×見取り図 ありつけ!（関西テレビ、2025年3月22日）[102]
- 芸人、閉じ込めてみました（テレビ大阪、2025年3月22日・3月29日）[103]
- 北陸新幹線 石川・富山・長野開業10周年 見取り図の勝手にお祝い旅（信越放送、2025年3月26日）[104]
- どうなる最後の1軒さん!?（山陽放送、2025年6月8日）[105]
- リリーとアートなストリート（BSよしもと、2025年7月13日）- リリーのみMC[106]
- なんする?見取り図（長崎放送、2025年7月30日）[107]

### ラジオ

#### 現在のレギュラー番組
- スタンド・バイ・見取り図（TBSラジオ、2023年4月2日[108] - ） - 冠番組
- 水曜喋るズ「リリー・嶋佐のソプラノC」（2025年1月8日 - 、TOKYO FM）[109] - リリーのみ

#### 過去のレギュラー番組
- よしもとラジオ高校〜らじこー（FM OSAKA、2016年4月 - 2021年10月）- 月曜日担当 [110]

#### その他
- オンスト（YES-fm、2014年7月9日 - 12月31日）- 水曜日
- 見取り図の「競馬はロマン、ロマンは競馬」（ラジオNIKKEI第1、2020年7月24日・10月16日・10月23日・10月30日・11月27日・12月25日・2021年4月9日・5月26日・6月23日） - 冠番組[111]
- 24時のハコ（TBSラジオ、2021年5月6日 - 27日） - 5月マンスリーパーソナリティ[112]
  - 帰ってきた 見取り図のハコ〜’22夏〜（TBSラジオ、2022年7月31日） - 冠番組[113]
- 見取り図のオールナイトニッポン0(ZERO)（ニッポン放送、2022年4月24日） - 冠番組[114]

### ウェブ番組
- 夕方 NMB48+（新YNN、2019年12月26日 - 2020年10月29日 / LINE LIVE、2020年11月12日 - 2021年3月4日） - 司会
- 飯テロ!見取り図ミッドナイト（2020年8月3日 -  、cookpadLive） - 冠番組
- 東京スケッチ（2021年9月8日 - 22日、ABEMA）[115]
- 見取り図エール（2021年12月8日 - 2022年6月29日、ABEMA） - 冠番組[116]
- 見取り図のニブイチ!!（2022年8月16日・20日・11月1日 - 、YouTube「ダイナム公式チャンネル」） - 冠番組・MC
- 見取り図の男前ぱちんこ道（2022年10月28日 - 、YouTube「KYORAKU CHANNEL」） - 冠番組
- みんなのパチンコフェス2023（2023年11月3日、日本遊技機工業組合／KIBUN PACHI-PACHI委員会）- MC[117]
- LOVE CATCHER Japan（2023年12月16日 - 、ABEMA）- MC
- パーラーカチ盛り ABEMA店（2024年9月6日 -、ABEMA）

### ウェブラジオ
- スタンド・バイ・見取り図（2022年10月21日 - 、TBS Podcast） - 冠番組

### テレビドラマ
- イチケイのカラス 第8話（フジテレビ、2021年5月24日）- 傍聴マニア 役[118]
- やんごとなき一族 第9話（フジテレビ、2022年6月16日）-  盛山：警備員 役
- グレイトギフト（テレビ朝日、2024年1月18日 - 3月14日） - 盛山：伊集院薫 役[119]
- 24時間テレビ ドラマスペシャル『欽ちゃんのスミちゃん 〜萩本欽一を愛した女性〜』（日本テレビ、2024年8月31日） - リリー：劇団員 役[120][121]

### 映画
- 喜びの劇～煙突のある島で～（2018年6月23日公開、山崎樹一郎監督）

### 劇場アニメ
- ジョゼと虎と魚たち（2020年12月25日）- 盛山：西田店長 役、リリー：駅員、舌打ちする通行人 役[17]

### 吹き替え
- ソー:ラブ&サンダー（2022年7月8日） - 盛山：救難信号男性1 役、リリー：救難信号男性2 役[122][123]

### 舞台
- 吉本新喜劇×NMB48『ぐれいてすと な 笑まん』（2022年5月15日、大阪・COOL JAPAN PARK OSAKA WWホール / 5月27日、東京・明治座）[124]
- 舞台『パリピ孔明』（2024年5月6日、天王洲 銀河劇場） - 日替わりゲスト（盛山）[125]

### CM
- シマダオート「カースク」（2020年8月3日 - ）
- 日本郵便 「ゆうパケットポスト」（2022年8月1日 - ）盛山のみ

## 単独ライブ
2010年
- 01月31日 「モリシandリリー」（baseよしもと/大阪）初単独
- 05月02日 「ジルスチュアート」（baseよしもと/大阪）
- 08月20日 「見取り図ガスマスクの単独2本立て!しかも値段は1000円なんだって!?」（なんばグランド花月/大阪）
- 11月07日 「見取リズム」（baseよしもと/大阪）

2014年
- 01月25日 「見取り図の30分」（5upよしもと/大阪）
- 04月02日 「ミトリズム」（5upよしもと/大阪）
- 08月01日 「ML花火大会」（5upよしもと/大阪）
- 11月21日 「ろくでなしミトリズ」（5upよしもと/大阪）
- 11月29日 「ミトリズム〜in幕張〜」（よしもと幕張イオンモール劇場/千葉）

2015年
- 03月20日 「ウエディングミトリズ」（よしもと漫才劇場/大阪）
- 11月28日 「ろくでなしミトリズ2」（よしもと漫才劇場/大阪）

2016年
- 10月28日 「トリック・オア・ミトリズ」（よしもと漫才劇場/大阪）

2017年
- 04月25日 「ドクター・ミトリズ」（よしもと漫才劇場/大阪）
- 08月30日 「ミトリズ花火大会」（よしもと漫才劇場/大阪）

2018年
- 02月28日 「ミトリズコーヒー」（道頓堀ZAZA HOUSE/大阪）
- 04月13日 「ミトリズジーンズ」（道頓堀ZAZA HOUSE/大阪）
- 06月24日 「ミトリズポリス」（よしもと漫才劇場/大阪）
- 10月19日 「ろくでなしミトリズinNGK」（なんばグランド花月/大阪）

2019年
- 01月11日 「ろくでなしミトリズinルミネ」（ルミネtheよしもと/東京）
- 01月31日 「アニマルミトリズ」（よしもと漫才劇場/大阪）
- 11月14日 「ミトリズ宇宙旅行」（なんばグランド花月/大阪）

2020年
- 08月13日 ｢見取り図の新ネタライブ｣（COOL JAPAN OSAKA WWホール/大阪）
- 11月06日 ｢ミトリズ大冒険〜迷宮に眠る大秘宝｣（なんばグランド花月/大阪）

2021年
- 03月17日 「見取り図寄席〜ネタとコーナーをやらせてもらうために神戸に来ました!〜」（神戸文化ホール 大ホール/兵庫）
- 04月02日 「見取り図寄席」（よしもと漫才劇場/大阪）
- 06月20日 「見取り図寄席in小倉」（北九州ソレイユホール/福岡
- 07月21日 「見取り図寄席in東京」（LINE CUBE SHIBUYA/東京）
- 08月04日 「見取り図寄席in名古屋」（御園座/愛知）
- 09月16日 「バックトゥザミトリズ」（なんばグランド花月/大阪）

2022年
- 05月7日 「見取り図寄席in広島～ぶちおもれぇライブじゃけぇのぅ～」（JMSアステールプラザ 大ホール/広島）
- 08月18日 「見取り図漫才ライブ 見取り図インダビルディング」（ルミネtheよしもと/東京）
- 09月25日 「ホテル・ミトリズ」（なんばグランド花月/大阪）

## 出囃子
- チェッカーズ「涙のリクエスト」

## 作品

### 連載
- ｢しばけるもんならしばきたい｣ 雑誌『小説幻冬』（2020年6月号 - ）- 盛山のエッセイ

### 音楽
- ｢ショーバン｣ （2018年2月7日）盛山ソロ。コンピレーションアルバム『Laugh & Peace MUSIC BEST Vol.1』（2019年2月6日）にも収録。
- ｢少年の詩｣ （2023年1月1日）アルバム『ザ・ブルーハーツ クイズ☆正解は一年後 トリビュート』収録。
- 渋谷凪咲 with ダイアン、かまいたち、見取り図 ｢人生は長いんだ｣ （2023年10月4日）NMB48シングル「渚サイコー!」収録。